# Benny Hill
Alfred Hawthorne Hill (Southampton, 21 de enero de 1924-Teddington, 20 de abril de 1992), conocido artísticamente como Benny Hill, fue un actor y comediante británico que, durante más de tres décadas, protagonizó El show de Benny Hill, considerado uno de los mejores shows de humor de la historia.

## Biografía
Nació en Southampton, donde él y su hermano fueron a la escuela de Tauntons. Durante la Segunda Guerra Mundial, fue uno de los alumnos trasladados a la escuela Bournemouth. Al terminar la escuela, trabajó como lechero en Eastleigh. Después, como chofer, operador y baterista. Trabajaba mucho y tenía pocos amigos, aunque los que le conocieron de cerca afirman que nunca se sentía solo. No se casó, aunque propuso matrimonio a tres mujeres a lo largo de su vida (una de ellas, la hija de un escritor británico) y fue rechazado por todas. Poseía una casa familiar en Southampton, nunca compró su propia casa en Londres y tampoco un coche. Prefirió alquilar un pequeño apartamento en Teddington, cerca de los estudios donde hacía su trabajo. Su madre vivió con él hasta su muerte, poco antes de la suya.
Le encantaba viajar, motivo por el cual visitaba Marsella con frecuencia. Era francófilo y hablaba, además, alemán, español, italiano y neerlandés. Hasta los años 70, gozó del anonimato de los cafés al aire libre y del transporte público. Todo cambió a partir de entonces, cuando todo el mundo ya sabía quién era su alter ego: Benny Hill. Algunos dicen que escogió Benny por el nombre del teatro donde debutó en 1941; otros, por el Jack Benny, cómico favorito de su abuelo.[cita requerida]

### Comienzos
Su abuelo lo introdujo en el mundo del espectáculo y el teatro. Inspirado por los cómicos del music hall, pensó en darle su toque al negocio del escenario. Hill adoptó un nombre artístico y empezó a hacer actuaciones en clubes masónicos, cenas de trabajo, night clubs y teatros. Hizo una audición para el teatro Windmill, donde obtuvo su primer empleo dentro del teatro profesional.[cita requerida]
Entre el final de la Segunda Guerra Mundial y los inicios de la televisión, trabajó en la radio. Su primer papel en televisión fue en 1949 en el programa Hi There. Continuó actuando intermitentemente hasta que en 1955 su carrera se vio catapultada con El show de Benny Hill en la BBC. Entre sus personajes más recurrentes se encontraban Patricia Hayes, Jeremy Hawk, Peter Vernon, Ronnie Brody y Dave Freeman. También tuvo un programa radiofónico de breve duración, La hora de Benny Hill, que estuvo en el aire entre 1964 y 1966.
En 1964 interpretó a Nick Bottom en una producción para televisión de El sueño de una noche de verano, de William Shakespeare.[cita requerida]

### El show de Benny Hill
En 1969 el programa se transfirió de la BBC a la Thames Television, donde permaneció hasta 1989.
Ben Elton tachó el programa de sexista, al igual que otros famosos cómicos de los años 1980.

En Gran Bretaña, Benny Hill es tabú.
Mark Lewishon, biógrafo de Hill.

#### Doblajes y transmisión deEl show de Benny Hillen España e Hispanoamérica
Esta serie se dobló al español en Argentina (para su emisión para Hispanoamérica) en los estudios Video Récords de Buenos Aires, y Natalio Hoxman prestó su voz para doblar a Benny Hill.
En el caso de España, el programa fue doblado en los estudios Sonygraf en Barcelona y, posteriormente, se hizo un segundo redoblaje en Madrid. Joaquín Díaz (en la primera versión) y Juan Logar (en el segundo redoblaje) prestaron sus voces para doblar a Benny Hill.
- En Argentina el programa empezó a exhibirse en 1983 durante ocho años ininterrumpidos, a través del Canal 11 y luego, cuando este canal se rebautizó como Telefe en 1990, permaneció en el aire dentro de la programación diaria de la señal y así lo hizo hasta 1993. Posteriormente estuvo en El Trece en 1996, y a finales de 1999 hasta el 2002, el show volvió por el canal Azul TV (actualmente El Nueve). Ya en el 2011, el programa se emitió nuevamente, esta vez por el canal Magazine, pero ahora con menos éxito debido al horario y al canal. Como datos curiosos podemos citar que, durante la guerra de Malvinas en 1982, el gobierno del entonces presidente de facto Leopoldo Fortunato Galtieri ordenó el retiro de dicho programa por provenir del «país enemigo». Sin embargo, debido al alto rating del mismo, esta orden nunca se cumplió. Además, uno de los episodios más notorios del programa fue la transmisión de un sketch en donde la entonces primera ministra, Margaret Thatcher, aparecía ridiculizada por el cómico en alusión al conflicto bélico del Atlántico Sur; el sketch fue censurado en Inglaterra por órdenes expresas de Margaret Thatcher.[cita requerida]

- En Chile el programa fue transmitido por el Canal 11 Universidad de Chile Televisión (hoy Chilevisión) entre 1984 y 1987, decisión muy controvertida entonces por el muy subido tono de esta comicidad, razón por la que se desplazó el horario original y se lo emitió en un horario tardío. Posteriormente, en 1992 volvería a emitirse durante un tiempo en el mismo canal, cuando se llamaba RTU. Y UCV Televisión lo ha vuelto a emitir desde el 5 de marzo de 2012.

- En Colombia fue presentado por la Cadena Dos de Inravisión, desde 1983 hasta 1989 (y era presentada por la programadora Cromavisión). En 1992 era presentada por la entonces programadora Caracol Televisión en la Cadena Uno de Inravisión en horas de la noche y, por último, la serie continuó en el Canal RCN hasta 1999.

- En Costa Rica este programa salió al aire por el Canal 19 en la década de los 80.

- En Panamá el programa fue transmitido por Panavisión canal 5 en la segunda mitad de los años 1980.

- En Ecuador el programa fue transmitido por Teleamazonas en la época de los años 90.

- En El Salvador este programa empezó a ser transmitido en 1985 en el recién inaugurado Canal 12 de Telesistema en horario nocturno.

- En Guatemala el programa se transmitió por Televisiete en 1983.

- En España este programa empezó a ser transmitido de forma intermitente durante la década de 1980 por la cadena pública Televisión Española con el doblaje realizado por los estudios Sonygraf, citados al comienzo. Posteriormente, a principios de los años 1990, el programa marcó un gran éxito tras su emisión en la —entonces recién inaugurada— cadena privada Telecinco (además de que en esta ocasión fue exhibido con un nuevo redoblaje). Es de hacer notar que, poco antes de morir, Benny Hill viajó a España como invitado al programa Las noches de tal y tal, donde hubo un pequeño combate a bofetadas suaves entre el presentador del programa Jesús Gil y Gil y el propio Hill.[8]

- En México, el programa fue transmitido por el entonces Canal 13 de Imevisión aunque, en fechas más recientes, el Canal 7 de TV Azteca ha pasado la serie en televisión abierta en algunas ocasiones y, al igual que Mr. Bean, puede ser reconocido por ese estilo único de humor inglés, que en este caso es muy satírico.

- En Perú la serie fue transmitida por el Canal 9 (hoy Andina de Televisión).

- En Uruguay la serie fue exhibida por el Canal 4 Monte Carlo TV y luego, por Canal 10.

- En Venezuela esta serie fue transmitida en los años 80 por Venezolana de Televisión y, luego, por la ya desaparecida Televisora Nacional.

### Muerte
Su salud empezó a decaer a principios de los años 90. Pesaba más de 100 kg y sufría problemas por su obesidad. El 11 de febrero de 1992, tras un ataque al corazón, los médicos le recomendaron perder peso y hacerse un baipás coronario, a lo que se negó. Una semana más tarde se le diagnosticó una insuficiencia renal.[cita requerida]
Dos meses después, el 20 de abril de 1992, Hill murió solo, en su casa en el número 7 de Firewater, a los sesenta y ocho años, a causa de una trombosis coronaria. Su cuerpo fue encontrado cinco días más tarde por su productor, Dennis Kirkland. Después de varios intentos fallidos de contactar con Hill telefónicamente, Kirkland escaló hasta el tercer piso de la casa en la que vivía el artista y alertó a los vecinos para que llamaran a la policía: había encontrado el cadáver, sentado en su butaca delante del televisor.
Fue inhumado en el cementerio de Hollybrook, cerca de su lugar de nacimiento, pero durante la noche del 4 de octubre de 1992, tras especulaciones de que Hill había sido enterrado con una gran cantidad de oro y joyas, unos ladrones de tumbas exhumaron y forzaron su ataúd. El ataúd fue enterrado de nuevo y cubierto con una gruesa losa de hormigón, igual que su ídolo de la niñez, Chaplin.

## Admiradores famosos
El cómico inglés Charles Chaplin y el cantante estadounidense Michael Jackson eran dos admiradores de los trabajos de Benny Hill. Michael Jackson encontró tiempo para visitar a Benny en el hospital cuando éste se recuperaba de su ataque al corazón, en febrero de 1992. Benny Hill había descubierto que su ídolo de la niñez, Chaplin, era admirador suyo cuando la familia del gran cómico del cine mudo lo invitó a su casa de Suiza. Allí pudo descubrir que el gran Chaplin tenía una colección extensa de su trabajo, en vídeo. Al parecer, Benny Hill y Dennis Kirkland (amigo y director del show de Benny Hill durante muchos años) fueron las primeras personas ajenas a la familia de Chaplin en visitar su estudio privado. Decía Chaplin que «hacía falta alguien como Benny Hill para renovar el slapstick».
Adam Carolla también ha declarado ser gran admirador de Benny Hill y de Jackie Wright, conocido por ser el hilarante y simpático viejecito calvo del show de Benny Hill.
Le comparaban con Monty Python, pero él opinaba que ellos «interpretan a Shakespeare en el Old Vic», mientras que lo suyo era el vodevil.
Durante el rodaje del documental Benny Hill: El payaso favorito del mundo, muchas celebridades expresaron su admiración por el trabajo del inglés: Burt Reynolds, Michael Caine, John Mortimer, Mickey Rooney y Walter Cronkite, entre otros.
En 2006 el locutor y el crítico Garry Bushell lanzó una campaña para erigir una estatua de Benny en Southampton, con la ayuda de Barbara Windsor, Brian Conley y de muchos otros cómicos británicos. Para desconcierto mundial y de todos sus admiradores, hace no mucho tiempo –año 2007– sus programas fueron retirados de la televisión inglesa. Se juzgó –con extraña argumentación– que su obra correspondía a un espíritu "machista" no ajustado a la tesitura de la nueva mentalidad británica. Como se ha indicado más arriba, la decisión resultó bastante polémica. Cuando se anunció, alguien (nunca se ha sabido quién) hizo sonar por los altavoces la conocida sintonía del programa, «Yakety Sax». Todos rieron excepto el que anunciaba la decisión.[cita requerida]

## Filmografía

### Cine
- LIGHT UP THE SKY! (1960) de Lewis Gilbert.
- Those Magnificent Men in their Flying Machines ("Los intrépidos hombres en sus máquinas voladoras" o "Esos locos chalados en sus locos cacharros", 1965) de Ken Annakin.
- Chitty Chitty Bang Bang (1968) de Ken Hughes.
- The Italian Job (1969) de Peter Collinson.

### Televisión
- Hi There (1949)
- El Show de Benny Hill (1955-1989)
- Eddie In August TV-Short (1970)

### Radio
- La hora de Benny Hill (1964-1966)

## Grabaciones
- Gather in the Mushrooms (1961)
- Transistor Radio (1961)
- Harvest of Love (1963)
- Ernie (The Fastest Milkman In The West) (1971)